# Eis VI

Phasendiagramm von Wasser

Eis VI ist eine Form von Eis, das bei hohem Druck in der Größenordnung von 1 GPa (= 10.000 bar) und Temperaturen von ca. 130 bis 355 Kelvin (−143 °C bis 82 °C) existieren kann; siehe dazu auch das Phasendiagramm von Wasser. Seine Entdeckung und die weiterer Hochdruckformen des Eises wurde von P.W. Bridgman im Januar 1912 veröffentlicht.

## Eigenschaften
Eis VI hat eine Dichte von 1,31 g/cm³ und hat ein tetragonales Kristallsystem mit der Raumgruppe P42/nmc; die Einheitszelle enthält 10 Wassermoleküle und hat die Dimensionen a=6,27 Å, c=5,79 Å.
Mit Eis VII und flüssigem Wasser hat es bei ca. 82 °C und 2,22 GPa einen Tripelpunkt und mit flüssigem Wasser und Eis V bei 0,16 °C und 0,6324 GPa = 6324 bar.
Eis VII wird nahe dem Kern von Exoplaneten mit Ozeanen vermutet, die kürzlich außerhalb unseres Sonnensystems entdeckt wurden. Außerdem wurde eine Existenz dieses Eises auch im Erdmantel nachgewiesen. Der in Las Vegas lehrende deutsche Mineraloge Oliver Tschauner entdeckte Eis VII in einem in der Orapa-Mine in Botswana gefundenen 428 Karat schweren Diamanten.